# Chloraea piquichen
Chloraea piquichen là một loài thực vật có hoa trong họ Lan. Loài này được (Lam.) Lindl. mô tả khoa học đầu tiên năm 1840.

## Hình ảnh

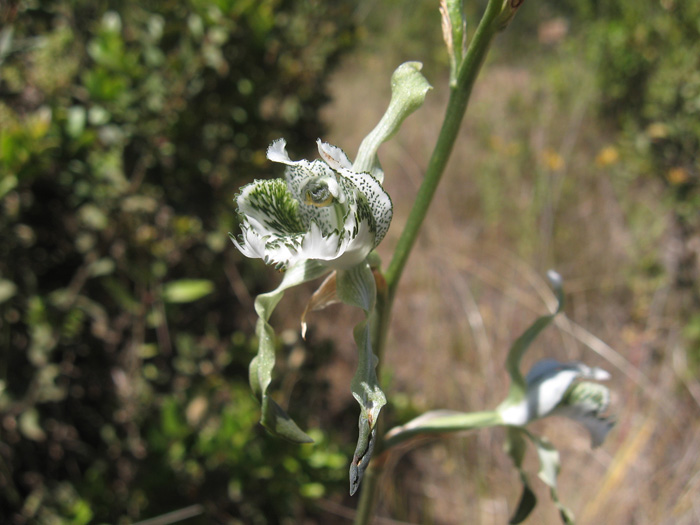
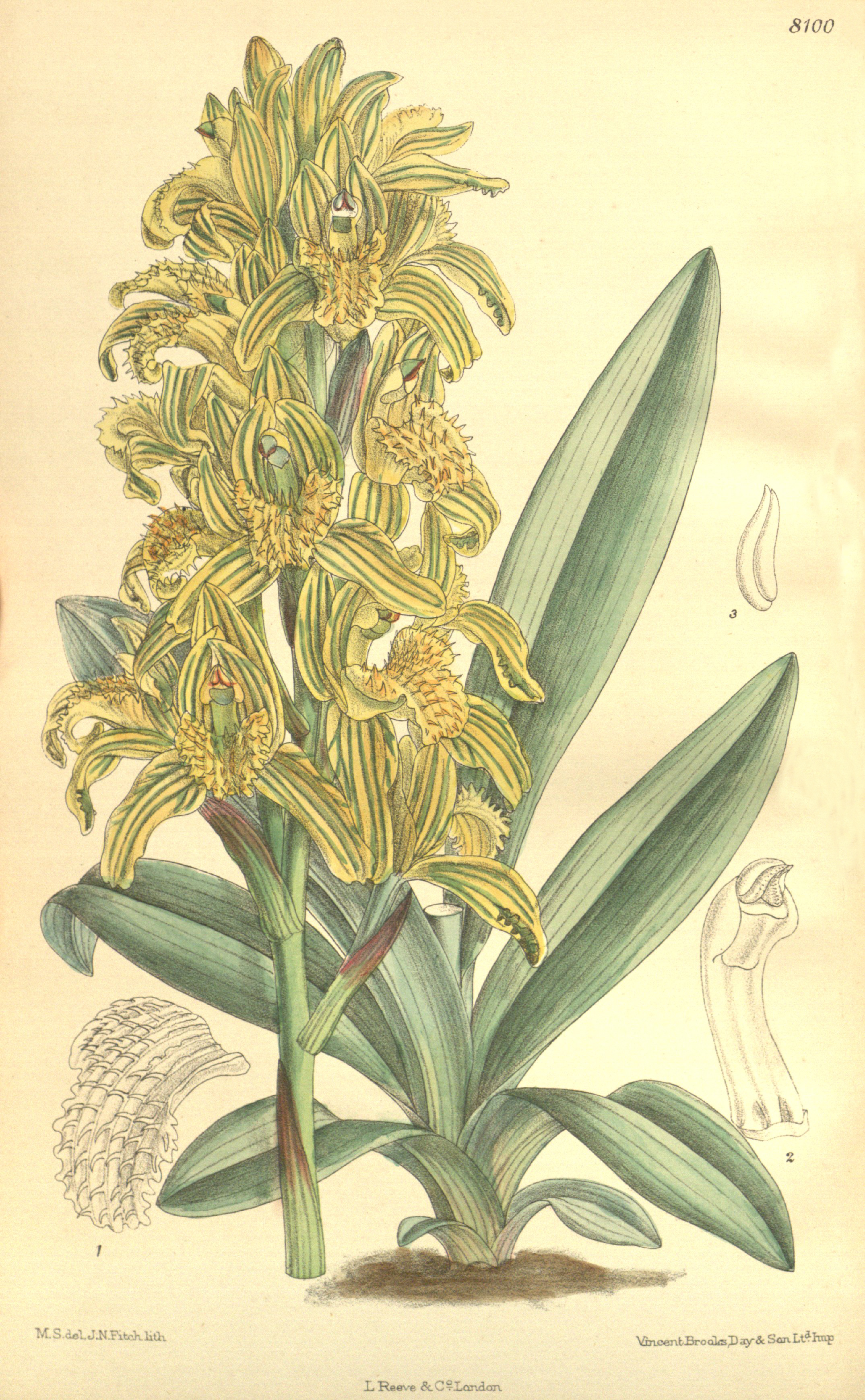
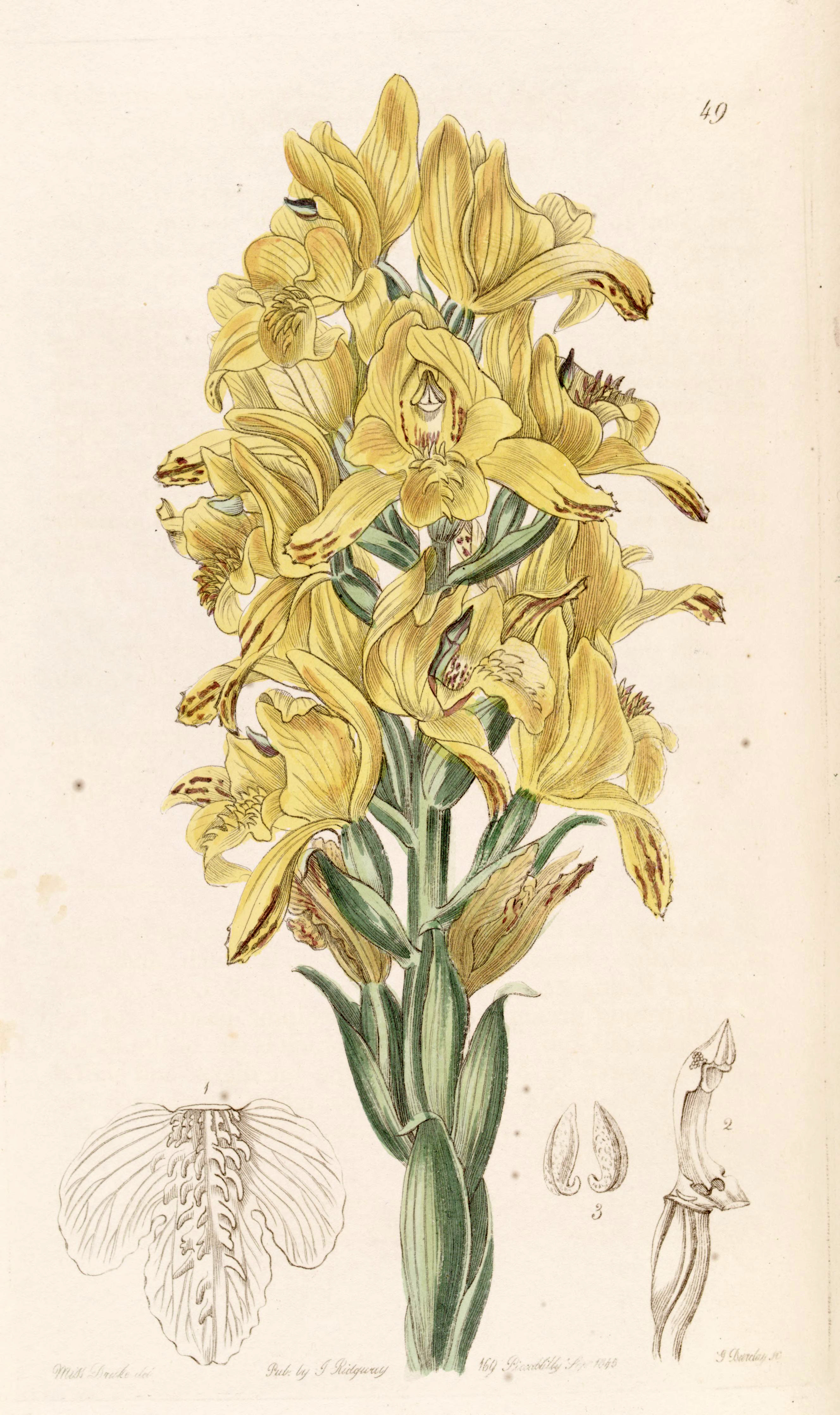
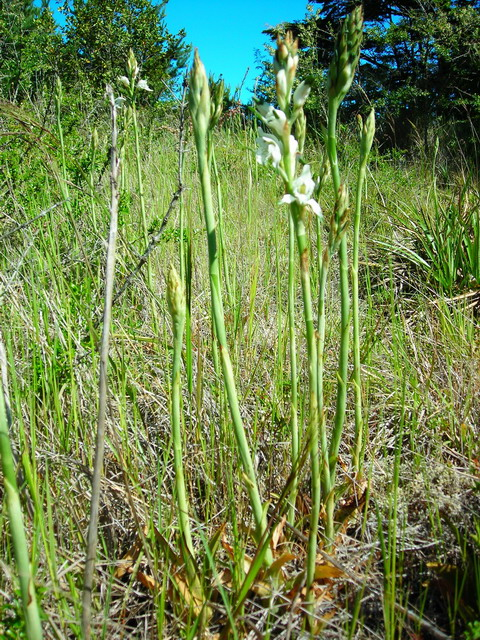